# François-Tommy Perrens
François-Tommy Perrens, né à Bordeaux le 20 septembre 1822 et mort à Paris le 2 février 1901, est un historien et universitaire français, connu surtout pour ses travaux sur l'histoire d'Italie.

## Biographie
Élève au lycée de Bordeaux, puis à l'École normale supérieure en 1843, il est agrégé de grammaire et docteur ès lettres. Il est professeur aux lycées de Bourges, Lyon et Montpellier, puis au lycée Bonaparte de Paris et à l'École polytechnique à partir de 1862. Il est élu membre de l'Académie des sciences morales et politiques en 1887. Il est nommé inspecteur général honoraire de l'Instruction publique en 1891.
Son œuvre majeure est une monumentale Histoire de Florence, parue en six volumes entre 1877 et 1883. Plusieurs de ses autres ouvrages ont été récompensés par l'Académie française et son étude sur L'Église et l'État en France sous le règne de Henri IV et la régence de Marie de Médicis a remporté le grand prix Gobert en 1873. Il a par ailleurs publié de nombreux articles et mémoires, notamment dans la Revue des Deux Mondes et dans les Comptes rendus de l'Académie des sciences morales et politiques. 
François-Tommy Perrens a également été correspondant de l'Académie royale de Turin, chevalier de l'ordre des Saints-Maurice-et-Lazare et chevalier de la Légion d'honneur en 1870.

## Publications
- Jérôme Savonarole, sa vie, ses prédications, ses écrits, d'après les documents originaux et avec des pièces justificatives en grande partie inédites, 2 vol., 1853
- Deux ans de révolution en Italie (1848-1849), 1857
- Étienne Marcel et le gouvernement de la bourgeoisie au quatorzième siècle : 1356-1358, 1860 Texte en ligne
- Histoire de la littérature italienne, 1868
- Les Mariages espagnols sous le règne de Henri IV et la régence de Marie de Médicis (1602-1615), 1869, Prix Halphen de l'Académie française
- L'Église et l'État en France sous le règne de Henri IV et la régence de Marie de Médicis, 2 vol., 1872.
- La Démocratie en France au Moyen Âge : histoire des tendances démocratiques dans les populations urbaines au XIVe et au XVe siècle, 2 vol., 1873
- Histoire de Florence, 6 vol., 1877-1883 Texte en ligne 1 2 3 4 5 6
- La Civilisation florentine du XIIIe au XVIe siècle, 1893
- Les Libertins en France au XVIIe siècle, 1896 Texte en ligne
- Histoire sommaire de la littérature française au XIXe siècle, 1898

## Source
- Gustave Vapereau, Dictionnaire universel des contemporains, 5e édition, 1880, p. 1427